# Dieu les fait et les assemble
Pour plus de détails, voir Fiche technique et Distribution.
Dieu les fait et les assemble (Dio li fa poi li accoppia) est une comédie italienne réalisée par Steno et sorti en 1980.

## Synopsis
À Brisignano, un village imaginaire de la région des Marches, Don Celeste Restani, le prêtre de la paroisse, est un homme très droit apprécié de tous les villageois. L'ouvrier charcutier Dario Ricciotti lui fait tellement confiance que lors d'une confession, il déclare son homosexualité et demande au prêtre de l'unir par le mariage à un certain Marco, son compagnon.
Le jour du carnaval, alors qu'il se trouve dans un endroit isolé de la campagne, Don Celeste est victime d'une attaque de quatre filles masquées, qui le violent. L'une d'entre elles, Paola Di Pietro, tombe enceinte. Pour l'ecclésiastique, le dilemme séculaire se pose de savoir s'il doit abandonner sa soutane noire pour épouser la jeune fille ou la dénoncer, même si cela provoque un scandale et une excommunication subséquente. Le curé de la paroisse acceptera le fils comme un enfant de la culpabilité, bien qu'il n'épouse pas la fille et continue ses fonctions sacerdotales.

## Fiche technique
- Titre français : Dieu les fait et les assemble[1]
- Titre original italien : Dio li fa poi li accoppia[2]
- Réalisation : Steno
- Scenario : Bernardino Zapponi, Enrico Vanzina
- Photographie :	Alessandro D'Eva (it)
- Montage : Raimondo Crociani
- Musique : Gianni Ferrio, Cesare Bovio
- Effets spéciaux : Studio Sound Coop
- Décors : Giuseppe Mangano (it)
- Costumes : Silvio Laurenzi
- Maquillage : Giulio Mastrantonio
- Production : Pio Angeletti, Adriano De Micheli
- Société de production : International Dean Film S.r.l.
- Société de distribution : Medusa Film (Italie)
- Pays de production : Italie
- Langue originale : Italien
- Format : Couleurs
- Durée : 96 minutes
- Genre : Comédie
- Dates de sortie :
  - Italie : 26 novembre 1982

## Distribution
- Johnny Dorelli : don Celeste Restani
- Marina Suma : Paola Di Pietro
- Lino Banfi : Dario Ricciotti
- Venantino Venantini : Occhipinti, le propriétaire de la discothèque
- Giuliana Calandra : Clara, la gouvernante
- Graziella Polesinanti : l'avocate de Paola
- Max Turilli : Anselmo Marcucci, le témoin
- Stefano Altieri : le juge du procès
- Loris Zanchi : l'évêque
- Annabella Schiavone : une commère du village.
- Renzo Rinaldi : le procureur de la République
- Franco Bracardi : le maire de Brisignano
- Enio Drovandi (it) : le carabinier à la machine à écrire
- Guerrino Crivello : le conseiller municipal de Brisignano
- Franco Caracciolo : l'un des deux gays néerlandais
- Geoffrey Copleston : le maire de Kellemborg
- Adriana Giuffrè : une femme du village
- Dino Cassio : l'agent de circulation
- Mimmo Poli : le chauffeur de taxi de Rome

## Production
Le film a été tourné en Italie à Rome, Fiano Romano et Trevignano Romano ainsi qu'aux Pays-Bas à Volendam et Edam.